# Пикколомини, Джованни
Джованни Пикколомини (итал. Giovanni Piccolomini; 9 октября 1475, Сиена, Сиенская республика — 21 ноября 1537, там же) — итальянский куриальный кардинал. Архиепископ Сиены с 1503 по 7 апреля 1529. Камерленго Священной Коллегии Кардиналов с 7 января 1521 по 6 февраля 1523. Вице-декан Священной Коллегии Кардиналов с 26 сентября 1533 по 26 февраля 1535. Декан Священной Коллегии Кардиналов с 26 февраля 1535 по 21 ноября 1537. Кардинал-священник с 1 июля 1517, с титулом церкви Санта-Сабина с 6 июля 1517 по 11 июня 1521. Кардинал-священник с титулом церкви Санта-Бальбина с 11 июня 1521 по 24 июля 1524. Кардинал-епископ Альбано с 24 июля 1524 по 22 сентября 1531. Кардинал-епископ Палестрины с 22 сентября 1531 по 6 сентября 1533. Кардинал-епископ Порто-Санта Руфина (субурбикарная епархия) с 6 сентября 1533 по 26 февраля 1535. Кардинал-епископ Остии и Веллетри с 26 февраля 1535.

## Ранние годы
Родился Джованни Пикколомини 9 октября 1475 года, в Сиене, Сиенская республика. Происходил из патрицианской и знатной семьи. Джованни был вторым ребенком Андреа Тодескини Пикколомини и Агнесы Фарнезе. Другими его братьями и сестрами были Пьетро Франческо, Алессандро, Монтания, Катерина и Виттория, которая была невесткой кардинала Альфонсо Петруччи (1511 год). Внучатый племянник Папы Пия II и племянник Папы Пия III. Другими кардиналами из этой семьи были Челио Пикколомини (1664 год), Энеа Сильвио Пикколомини (1766 год) и Джакомо Пикколомини (1844 год).
Об образовании Джованни Пикколомини никакой дополнительной образовательной информации не найдено, кроме цитаты Карделлы: «… уомо dottissimo, e consumato in ogni genere di letterature …» (самый учёный человек, совершенный в каждом типе литературы)..
Где, когда и кем был рукоположен в священники информация была не найдена.

## Епископ
Джованни Пикколомини в 1503 году был избран архиепископом Сиены, оставил управление епархией 7 апреля 1529 года. Где, когда и кем был рукоположен в епископы информация была не найдена.
Участвовал в V Латеранском соборе. Аббат-коммендатарий Сан-Гальгано в 1516—1522 годах. Папский легат a latere в Сиенской Республике в 1516—1522 годах. Джованни Пикколомини был главным советником регентов республики.

## Кардинал
Возведён в кардинала-священника на консистории от 1 июля 1517 года, получил красную шляпу и титул церкви Санта-Сабина с 6 июля 1517 года.
Камерленго Священной Коллегии Кардиналов с 7 января 1521 года по 6 февраля 1523 года. 11 июня 1521 года получил титулярную церковь Санта-Бальбина.
Участвовал в Конклаве 1521—1522 годов, который избрал Папу Адриана VI. Епископ Ситтенский с 1522 года. Администратор епархии Л’Акуилы с 6 июля 1523 года по 3 июля 1525 года.
Участвовал в Конклаве 1523 года, который избрал Папу Климента VII. 24 июля 1524 года кардинал Джованни Пикколомини был избран для сана кардиналов-епископов и субурбикарной епархии Альбано. Администратор епархии Умбьятико с 14 ноября 1524 года по 20 марта 1531 года. С ним жестоко обращались императорские войска во время разграбления Рима 1527 года.
22 сентября 1531 года избран кардиналом-епископом Палестрины. 26 сентября 1533 года избран кардиналом-епископом Порто и Санта-Руфина. Вице-декан Священной Коллегии Кардиналов с 26 сентября 1533 года.
Участвовал в Конклаве 1534 года, который избрал Папу Павла III. Папский легат a latere, вместе с кардиналом Алессандро Чезарини, при императоре Священной Римской империи Карле V, чтобы поздравить его с победой в Тунисе. 26 февраля 1535 года избран кардиналом-епископом Остии и Веллетри. Декан Священной Коллегии Кардиналов с 26 февраля 1535 года. Он был благодетелем и покровителем интеллектуалов и художников.
Скончался кардинал Джоанни Пикколомини 21 ноября 1537 года, в Сиене. Похоронен в кафедральном соборе Сиены.